# Ain't No Rest for the Wicked
Ain't No Rest For The Wicked è un singolo del gruppo musicale statunitense Cage the Elephant, pubblicato il 16 giugno 2008 come terzo dal primo album in studio eponimo.